# Lubeanka, Rokîtne
Lubeanka (în ucraineană Луб`янка) este localitatea de reședință a comunei Lubeanka din raionul Rokîtne, regiunea Kiev, Ucraina.

## Demografie
Componența lingvistică a localității Lubeanka
     Ucraineană (98,61%)
     Rusă (1,04%)
Conform recensământului din 2001, majoritatea populației localității Lubeanka era vorbitoare de ucraineană (98,61%), existând în minoritate și vorbitori de rusă (1,04%).